# Контакт (мультфільм)
Контакт — радянський короткометражний анімаційний фільм 1978 року.

## Сюжет
Чудового літнього дня художник здійснює подорож по сільській місцевості. Він зупиняється біля метелика, і уявляє що хтось інший може його вбити для поповнення колекції; але художник усміхається і дозволяє метелику злетіти в повітря. Так само художник спостерігає за птахом, але замість того, щоб схопити його, він також дозволяє птаху полетіти. За пагорбом художник знаходить мальовничий ставок і вкрай щасливий поспішає до нього, щоб відпочити біля води.
Поки він відпочиває на траві, наспівуючи мелодію Скажи, що любиш, біля нього приземляється великий космічний корабель. З космічного корабля виходить інопланетянин, фотографує навколишнє середовище та намагається встановити контакт з художником, змінює свій зовнішній вигляд, щоб бути схожим на тварин і об'єкти поблизу, і торкається художника. Художник лякається і намагається втекти, втрачаючи одну за одною свої речі (чоботи, капелюх, шарф, люльку та фарби), але падає зі скелі й пошкоджує ногу. Інопланетянин підбирає предмети, щоб повернути їх художнику. Але художник думає, що інопланетянин збирається замкнути його в клітці і знущатися, як це роблять деякі люди з тваринами.
Не маючи змоги рухатися далі через поранену ногу, художник закриває голову руками, готовий змиритися зі своєю долею. Інопланетянин підходить до художника і намагається наспівувати ту саму мелодію, яку художник наспівував раніше, але в нього не дуже виходить. Художник розуміє, що інопланетянин насправді має добрі наміри, намагається навчити його наспівувати мелодію, і вони разом рука об руку йдуть по полю.
У фільмі немає діалогів жодною мовою. Усе спілкування здійснюється за допомогою музики, жестів і погляду; інопланетянин також намагається спілкуватися за допомогою зміни форми. Режисер Володимир Тарасов досліджував цю тему універсального спілкування в інших своїх фільмах; він називав анімацію «есперанто всього людства».

## Вплив і визнання
Незважаючи на те, що фільм «Хрещений батько» не виходив в прокат у Радянському Союзі,[джерело?], вважається що мелодія Скажи, що любиш була знайома радянським людям завдяки цьому короткометражному фільму.
Контакт отримав нагороди на таких фестивалях:
- XVIII фестиваль науково-фантастичних фільмів у Трієсті, 1979 рік
- VIII фестиваль короткометражних і документальних фільмів у Ліллі, 1979